# اریک چیف
اریک چیف (انگلیسی: Eric Chafe؛ زادهٔ ۱۹۴۶) موسیقی‌شناس و استاد دانشگاه اهل ایالات متحده آمریکا است که در زمینهٔ شناخت موسیقی و آثار کلودیو مونته‌وردی، یوهان سباستیان باخ و ریشارد واگنر تخصص دارد. 
وی دارای مدرک پی‌اچ‌دی موسیقی‌شناسی از دانشگاه تورنتو و هم‌اکنون استاد این رشته در دانشگاه برندایس است. از جمله کتاب‌های او می‌توان به «تمثیل‌های آهنگین در موسیقی آوازی یوهان سباستیان باخ» اشاره کرد.